# Eumadasumma
Eumadasumma is een geslacht van rechtvleugeligen uit de familie krekels (Gryllidae). De wetenschappelijke naam van dit geslacht is voor het eerst geldig gepubliceerd in 1934 door Lucien Chopard.

## Soorten
Het geslacht Eumadasumma  is monotypisch en omvat slechts de volgende soort:
- Eumadasumma lucens (Chopard, 1934)